# حارة الويس (ذمار)

تعديل مصدري - تعديل

حارة الويس هي إحدى حارات مدينة ذمار التابعة لمحافظة ذمار، بلغ تعداد سكانها 232 نسمة حسب تعداد اليمن لعام 2004.